# Klaus Kirchmayr
Klaus Kirchmayr (* 1963; heimatberechtigt in Aesch) ist ein Schweizer Unternehmer und Politiker.

## Leben
Klaus Kirchmayr lebt seit seiner Jugend in Aesch. Er war einer der frühen Pioniere der Anwendung von Künstlicher Intelligenz in der Finanzindustrie. Kirchmayr studierte Ingenieurwissenschaft an der ETH Zürich und Wirtschaftswissenschaft an der Universität Basel. In den Jahren 2016 bis 2018 absolvierte er ein erneutes Studium an der ETH Zürich mit den Schwerpunkten Big Data und Künstliche Intelligenz.
Mit diesem Hintergrund arbeitete er als Informatiker von 1988 bis 1993 beim Schweizerischen Bankverein, bevor er bis 1998 leitende Funktionen in dessen Finanzabteilungen bekleidete. Zuletzt war er Finanzchef des Schweizerischen Geschäftszweigs. Nach dessen Fusion mit der UBS arbeitete er als Mitglied der Geschäftsleitung im Bereich der internationalen Vermögensverwaltung der UBS. Von 2000 bis 2012 arbeitete er als Senior Partner für die von ihm mitbegründete MilleniumAssociates AG, welche weltweit Firmen der Finanzindustrie bei Akquisitionen und Fusionen berät.
2020 gründete er zusammen mit Bálint Csontos das Unternehmen urb-x AG, welches ein vorfabriziertes Bausystem zum Bau von aufgeständerter Fahrradinfrastruktur vertreibt.
Seit 2025 ist Klaus Kirchmayr Verwaltungsratspräsident von Stokar + Partner AG.
Klaus Kirchmayr ist in zweiter Ehe verheiratet mit Julia Kirchmayr-Gosteli. In erster Ehe war er mit der Politikerin Christine Koch verheiratet. Von drei Söhnen ist Jan Kirchmayr ebenfalls in der Politik tätig.

## Politik
Klaus Kirchmayr wurde 2007 als Quereinsteiger, der vorher kein politisches Mandat bekleidet hatte, in den Landrat des Kantons Basel-Landschaft gewählt, dem er bis zu seinem Rücktritt 2022 angehörte. Er war von 2007 bis 2022 Mitglied der Finanzkommission, von 2007 bis 2015 Mitglied der Justiz- und Sicherheitskommission und von 2008 bis 2011 Mitglied der Interparlamentarischen Kommission Fachhochschule Nordwestschweiz. Ab 2009 präsidierte er den Begleitausschuss der kantonalen Finanzkontrolle. Von 2015 bis 2021 war er Fraktionspräsident der Fraktion Grüne/EVP und Mitglied der Geschäftsleitung des Landrates. Während seiner Zeit im Landrat des Kantons Basel-Landschaft reichte Kirchmayr über 300 parlamentarische Vorstösse ein. Seine politischen Schwerpunkte lagen in der Finanz-, Staats-, Verkehrs- und Energiepolitik. Seit seinem Rücktritt aus dem Landrat engagiert er sich als Vorstandsmitglied der Neuen Europäischen Bewegung Schweiz. Seit Anfang 2025 ist Klaus Kirchmayr nicht mehr Mitglied der Grünen Partei. Im Juli 2025 trat Kirchmayr der FDP Aesch bei. Die Ortspartei schloss eine Unterstützung seiner möglichen Regierungsratskandidatur aus.
Kirchmayr ist Verwaltungsrat der EBL Fernwärme AG.